# Leopoldo Villagarcía
Leopoldo Villagarcía fue un político peruano. 
Fue elegido diputado suplente por la provincia de Paucartambo en 1895, luego de la Guerra civil de 1894 durante los gobiernos de Manuel Candamo, Nicolás de Piérola y Eduardo López de Romaña en el inicio de la República Aristocrática y reelecto  en 1901 durante los gobiernos de Eduardo López de Romaña, Manuel Candamo, Serapio Calderón y José Pardo y Barreda.